# 丁兆民
丁兆民（1932年—），男，湖北武昌人，中华人民共和国政治人物，曾任抚顺市人民政府副市长、市长，中共抚顺市委副书记，第七、八届全国人大代表。